# 西西里岛 (路易斯安那州)
西西里岛（英語：Sicily Island），是美国路易斯安那州下属的一座村镇。根据2010年美国人口普查，该市有人口526人。建置上，属于“village”。